# A1a (Vaud)
De A1a (Vaud) is een van de aftakkingen van de A1 die loopt door Vaud in Zwitserland. De autosnelweg is 4 km tussen de A1 en een rotonde bij het centrum van Lausanne. De E23 loopt ook over het traject.